# Usina Termelétrica Porto do Itaqui
A Usina Termelétrica Porto do Itaqui é um parque térmico de geração de energia, situado em São Luís, no Maranhão.

## Capacidade energética
A usina tem capacidade instalada de 360 MW, sendo movida a carvão mineral. 
Fica localizada a 5 km do Porto do Itaqui e utiliza a logística portuária para receber o carvão mineral e assim produzir energia. No berço 101 do Porto do Itaqui, há um descarregador de navios conectado a uma correia transportadora que leva o carvão até a usina.

## Histórico
Em 2007, ocorreu o leilão de energia A-5 da ANEEL.
Em outubro de 2012, o IBAMA concedeu licença para a operação.
A usina iniciou suas operações em fevereiro de 2013, quando recebeu autorização da ANEEL para sua operação comercial. 
Estima-se que a usina recebeu um investimento de R$ 2,2 bilhões para poder entrar em operação. 

## Propriedade
Inicialmente, foi estabelecida uma parceria entre a mineradora brasileira MPX (50%) e a empresa portuguesa EDP (50%), mas posteriormente a MPX adquiriu a outra metade.
Em setembro, a MPX mudou seu nome para Eneva, que atualmente tem como os maiores acionistas BTG Pactual (23%) e Cambuhy Investimentos (23%).
A Eneva também opera o Complexo Termelétrico Parnaíba (gás natural), a Usina Termelétrica do Pecém II (carvão mineral) e a Usina Tauá (energia solar).